# Kapucínská (Praha)
Kapucínská ulice na Hradčanech v Praze spojuje Loretánské náměstí s ulicí Nový Svět. Název má podle nejstaršího kapucínského kláštera v Čechách založeného v roce 1600.

## Historie a názvy
Od 14. století měla ulice název "Zadní Nový Svět" na odlišení od ulice "Přední Nový Svět", to je dnešní Kanovnická ulice. Od roku 1870 má ulice současný název "Kapucínská".

## Budovy, firmy a instituce
- Klášter kapucínů - Kapucínská 1

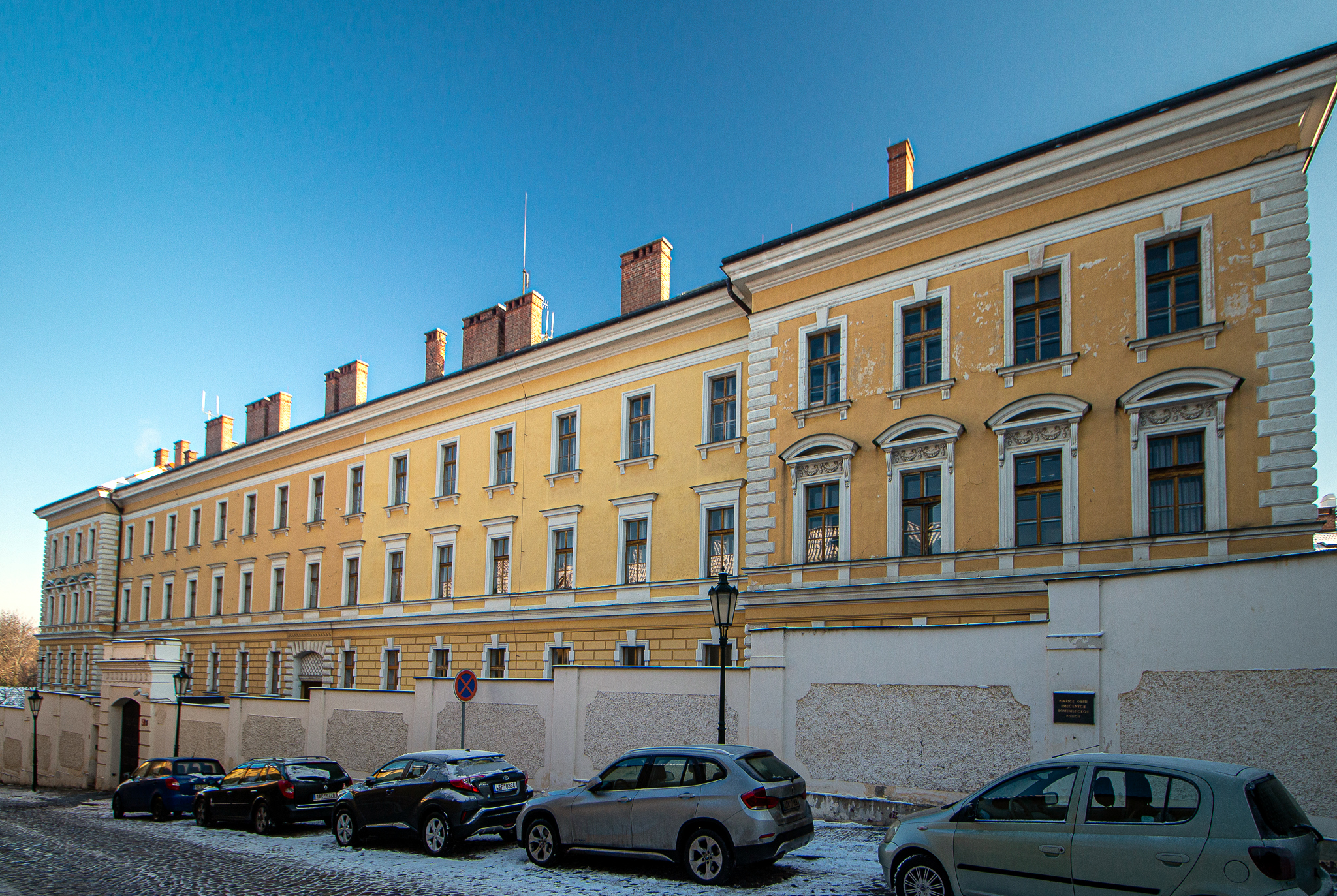
Budova Zařízení služeb pro Ministerstvo vnitra

- Zařízení služeb pro Ministerstvo vnitra (kantýna) - Kapucínská 2[3] (původně c. a k. vojenský soud, včetně vězení, v areálu tzv. Domeček)
- Dům U Zlatého žaludu - Kapucínská 3, Nový Svět 7[4]